# Valerie Alia
|  | Dieser Artikel wurde aufgrund von formalen oder inhaltlichen Mängeln in der Qualitätssicherung Biologie zur Verbesserung eingetragen. Dies geschieht, um die Qualität der Biologie-Artikel auf ein akzeptables Niveau zu bringen. Bitte hilf mit, diesen Artikel zu verbessern! Artikel, die nicht signifikant verbessert werden, können gegebenenfalls gelöscht werden. Lies dazu auch die näheren Informationen in den Mindestanforderungen an Biologie-Artikel. |

Valerie Alia (* 1942) ist eine kanadische Soziologin, Journalistin und Anthropologin.
Alia promovierte 1989 in Social- and Political thought an der York University. Ihre Dissertation trug den Titel Towards a Politics of Naming. Sie ist Professorin an der University of Western Ontario Graduate School of Journalism, gewann Journalistenpreise und war Beraterin der Royal Commission on Electoral Reform and Party Financing.
Alia gehört zu den Autoren, die in einem Essay im Web den Biologen Jared Diamond für dessen Artikel im New Yorker kritisierten, sie rügt darin dessen in ihren Augen herablassende, teilweise sogar faktisch falsche Berichterstattung über die indigene Bevölkerung Papua-Neuguineas, die später zu einem Prozess gegen Diamond führte.